# Ivan Ostojić
Ivan Ostojić (Pančevo, RFS de Yugoslavia, 26 de junio de 1989) es un futbolista serbio. Juega de defensor y su equipo es el F. K. Zemun de la Prva Liga Srbija.

## Clubes
| Club                       | País            | Año       |
| -------------------------- | --------------- | --------- |
| FK Dolina Padina           | Serbia          | 2010-2011 |
| MFK Košice                 | Eslovaquia      | 2011-2016 |
| Spartak Myjava             | Eslovaquia      | 2016      |
| Karmiotissa Polemidion     | Chipre          | 2017      |
| F. K. Dukla Praga          | República Checa | 2017-2019 |
| F. K. Radnički Niš         | Serbia          | 2019-2020 |
| HJK Helsinki               | Finlandia       | 2020      |
| F. K. Javor Ivanjica       | Serbia          | 2021      |
| F. C. Baltika Kaliningrado | Rusia           | 2021-2024 |
| F. K. Napredak Kruševac    | Serbia          | 2024-2025 |
| F. K. Zemun                | Serbia          | 2025-     |

## Palmarés

### Títulos nacionales
| Título             | Club         | País       | Año  |
| ------------------ | ------------ | ---------- | ---- |
| Copa de Eslovaquia | MFK Košice   | Eslovaquia | 2014 |
| Veikkausliiga      | HJK Helsinki | Finlandia  | 2020 |
| Copa de Finlandia  | HJK Helsinki | Finlandia  | 2020 |